# رود کشک‌دریا
رود کشک‌دریا (رود قشقه‌دریا هم نوشته‌آند) (به ازبکی: Qashqadaryo) یک رود در ازبکستان است که در ولایت سغد واقع شده‌است.